# Saskia Boelsums
Saskia Boelsums (Nieuwer-Amstel, 21 augustus 1960) is een Nederlands beeldend kunstenaar en fotograaf. Zij werd gekozen tot Kunstenaar van het jaar 2020.

## Levensloop
Boelsums groeide op in Iran en Curaçao. Ze volgde de opleiding Grafische en Ruimtelijke Vormgeving aan de Academie Minerva te Groningen. Samen met haar partner, de schrijver en beeldend kunstenaar Peter Veen, vestigde zij zich in Wilms' boô, het cultuurhistorische pand van Het Drentse Landschap in Nieuw-Schoonebeek. Ze heeft een sterke band met het landschap en de natuur, wat duidelijk naar voren komt in haar werk.

### Carrière
Sinds 1999 bestaat haar werk veelal uit 3D-installaties, vaak gemaakt in samenwerking met Peter Veen. Vanaf 2013 heeft ze zich volledig toegelegd op fotografie. Boelsums is vanaf 1999 werkzaam geweest bij het Centrum Beeldende Kunst Emmen, CQ Centrum voor de kunsten, Centrum Beeldende Kunst Drenthe, Kunstenlab Deventer en de Provinciale Adviescommissie Cultuur Drenthe. Haar schilderachtige landschapsfoto’s maken wereldwijd furore.

## Tentoonstellingen
- 2022: Solotentoonstelling Museum JAN, Amstelveen
- 2021: Solotentoonstelling Stadsmuseum Harderwijk, Harderwijk
- 2021: Teylers Museum, Haarlem
- 2021: Till Richter Museum - Schloss Buggenhagen
- 2020: ZERP galerie, Rotterdam
- 2020: Solotentoonstelling Landscape Revisited, Drents Museum, Assen
- 2019: Barbizon van het Noorden, Drents Museum, Assen
- 2019: Art Fair PAN, Eduard Planting Gallery, Amsterdam
- 2019: Felix Schoeller Photo Award, Museum Quarter Osnabrück
- 2019: Solotentoonstelling Eduard Planting Gallery, Amsterdam
- 2019: Art Fair AAF New York, Ronen Art Gallery, New York
- 2019: Solotentoonstelling Museum Schokland
- 2019: Fotofestival Naarden
- 2019: Art Fair AAF Hong Kong, Ronen Art Gallery, Hong Kong
- 2019: KunstRAI, Eduard Planting Gallery, Amsterdam
- 2019: Kunsthalle, Kopenhagen
- 2018: Art Fair PAN, Eduard Planting Gallery, Amsterdam
- 2018: Solotentoonstelling Galerie Pfundt, Berlijn
- 2018: Solotentoonstelling Eduard Planting Gallery, Amsterdam
- 2018: Noorderlicht In Vivo, Leeuwarden
- 2018: Huis van de Wadden, Leeuwarden
- 2018: Solotentoonstelling Mozaïek, Zuidlaren
- 2018: Solo Art Fair Art Karlsruhe
- 2018: Morris Adjmi Architects, New York
- 2018: Felix Schoeller Photo Award, Osnabrück
- 2017: Kasteel Groeneveld, Baarn
- 2017: Sunny Art Gallery, London
- 2017: Nordart, Büdelsdorf
- 2017: Museum de Fundatie, Zwolle
- 2017: FotoFestival Naarden, Naarden
- 2017: Galerie Pfundt, Berlin
- 2017: CAFAM museum, Los Angeles
- 2016: Concordia, Enschede
- 2016: Berliner Liste, Berlijn
- 2016: MIFA Photo Awards, Moskou
- 2016: KunstRAI Kunstruimte Wagemans, Amsterdam
- 2016: Sandvoort Gallery, Amsterdam
- 2016: Jeffrey Leder Gallery, New York
- 2015: FotoFestival Naarden
- 2015: London Art Fair, Londen
- 2014: Cynthia Corbett Gallery / Sphinx Fine Art, Londen
- 2014: Young Masters Art Prize, Londen
- 2014: Centrum Beeldende Kunst Emmen
- 2012: Kunstmaand Ameland
- 2011: NOK Kunst[7]
- 2011: Van Abbemuseum
- 2008: Pulchri Studio
- 2006: Stopera
- 2005: Kunsthalle Lingen (Duitsland)
- 2004: Hier op deze plek Twist-Bült (Duitsland)
- 2003: Galerie NP3 / Niggendijker

Subsidies voor projecten zijn ontvangen van de provincie Drenthe, gemeente Emmen en de Europese Commissie.

## Prijzen
Boelsums heeft vanaf 2014 verschillende nominaties en prijzen verworven. Ze was een van de tien finalisten van de 2014 EyeEm-awards/the Portraitist. De foto's zijn geëxposeerd op het EyeEm-festival in Berlijn. Daarnaast won ze de Artists Collecting Society Price 2014, onderdeel van de internationale Young Masters Art Prize in Londen, uitgereikt door Charles Saumarez Smith, Secretary & Chief Executive Royal Academy of Arts. Op 2 januari 2015 ontving zij de Cultuurprijs Emmen 2014 uit handen van Bouke Durk Wilms, wethouder gemeente Emmen. In 2015 was zij finalist van het Fotofestival Athene en de Neo:Artprize 2015. In 2016 won zij prijzen bij de Urban Photo Awards en de MIFA Moscow International Foto Awards. In 2017 won Boelsums de Felix Schoeller Photo Award, category Landscape. In de Kunstenaar van het Jaar verkiezing is ze in 2018 en 2019 genomineerd. In 2020 is Boelsums verkozen tot Kunstenaar van het Jaar.